# Камараса, Франсиско Хосе
Франси́ско Хосе́ Камара́са Кастелья́р (исп. Francisco José Camarasa Castellar; род. 27 сентября 1967 года, Рафельбуньоль) — испанский футболист, защитник. Выступал за сборную Испании. Участник чемпионата мира 1994.

## Карьера

### Клубная
Франсиско Камараса — воспитанник школы «Валенсии». В возрасте 17-ти лет, он получил перелом малой берцовой кости на правой ноге и несколько лет не выступал. Он смог восстановиться от травмы и в сезоне 1987/88 дебютировал в основе «Валенсии». В сезоне 1990/1991 он стал игроком основного состава клуба. Вскоре Камараса получил капитанскую повязку в команде, деля её с Фернандо Гомесом. В сезоне 1996/97 Камараса вновь получил перелом малой берцовой кости, от которого не смог восстановиться до завершения своей карьеры. При этом главный тренер команды, Клаудио Раньери, лишил Камарасу капитанской повязки. В 1999 году «Валенсия» выиграла Кубок Испании; Камараса был в заявке на финал, но в игре не вышел. С приходом на пост главного тренера Эктора Купера Камараса был переведён во второй состав команды. После этого он принял решение завершить карьеру. За «Валенсию» он провёл более 300 матчей.

### Международная
За сборную Испании Камараса провёл 14 матчей. Его дебютной игрой стал матч 8 сентября 1993 года против Чили. На чемпионате мира 1994 Камараса сыграл две игры: 25 минут на стадии группового турнира с Германией и 1/16 со Швейцарией.

## Достижения
- Обладатель Кубка Испании: 1999
- Обладатель Суперкубка Испании: 1999